# Бошилчешть
Бошилчешть, Бошилчешті (рум. Boșilcești) — село у повіті Прахова в Румунії. Входить до складу комуни Телега.
Село розташоване на відстані 81 км на північ від Бухареста, 27 км на північний захід від Плоєшті, 58 км на південь від Брашова.

## Населення
За даними перепису населення 2002 року у селі проживали 35 осіб, усі — румуни. Усі жителі села рідною мовою назвали румунську.